# Mort de Ezell Ford
Ezell Ford, un homme afro-américain de 25 ans, est décédé des suites de plusieurs blessures par balle après avoir été abattu par des policiers du Los Angeles Police Department (LAPD) à Florence, Los Angeles en Californie le 11 août 2014. Dans les semaines et les mois qui ont suivi, la fusillade de Ford a déclenché de multiples manifestations,,, et un procès par la famille de Ford réclamant 75 millions de dollars de dommages et intérêts .
Les officiers et témoins oculaires ont présenté des récits contradictoires des événements entourant la fusillade,, et une enquête menée par l'unité de surveillance du LAPD, le Los Angeles Board of Police Commissioners, a conclu en juin 2015 qu'un officier avait été justifié de la fusillade, alors que l'autre officier était injustifié, avait agi en dehors de la politique du LAPD et avait violé les droits civils de Ford en le détenant,.

## Présentation

### Ezell Ford
Ezell Earl Ford née le 14 octobre 1988  et mort le 11 août 2014, était l'aîné de sept enfants,. Au moment de sa naissance, ses parents, Tritobia et Edsell, avaient respectivement 16 et 17 ans. Ses parents ont déclaré en août 2014 qu'ils vivaient dans le même quartier depuis 15 ans. Ford a fréquenté le 66th Street Elementary, le Marcus Garvey Elementary, le Bethune Middle School et le Verbum Dei High School, qu'il a quittés avant la fin de son mandat. Enfant, il jouait au basket et voulait jouer professionnellement et étudier la médecine. Dans sa jeunesse, Ford souffrait d'asthme et de difficultés respiratoires.
En septembre 2007, Ford a été arrêté pour crime de port d'arme à feu chargée et de possession de marijuana dans l'intention de vendre. Il a fait valoir que la marijuana était destinée à un usage personnel et, en janvier 2008, l'accusation a été réduite à un délit, pour lequel il a payé une petite amende. Il a plaidé coupable à l'accusation d'armes à feu et a été condamné à 90 jours de prison.
En 2008, Ford a reçu une balle dans la jambe lors d'un incident lié à un gang. Un voisin a déclaré que Ford était un spectateur innocent dans la fusillade et que sa maladie mentale est devenue plus évidente à partir de ce moment . Ford avait également déjà été condamné pour intrusion.
Après sa mort, ses parents ont déclaré que leur fils avait reçu un diagnostic de dépression, de trouble bipolaire et de schizophrénie, et que tout le monde dans le quartier, ainsi que la police, en étaient conscients . Ils ont rappelé que Ford était devenu plus introverti et mélancolique vers l'âge de 18 ans , et avait pris des médicaments qui l'avaient rendu moins actif .
Ashanti Harrison, un voisin, a déclaré qu'il avait grandi avec Ford, qui « ne dérangeait personne. Il était plutôt lent. Tout le quartier a pris soin de lui. » Harrison a également décrit Ford comme ayant « la capacité mentale d'un enfant de 8 ans », tandis qu'un autre voisin a déclaré « qu'il avait l'esprit d'un enfant de 10 ans ». Un autre voisin a déclaré que pendant que Ford « n'était pas tout là, il était assez là pour suivre les ordres et savoir s'arrêter lorsque la police lui dit d'arrêter ». Leroy Hill, qui s'est décrit comme un témoin oculaire de la fusillade, et Harrison ont tous deux déclaré que Ford n'était pas impliqué dans des gangs. Un voisin a déclaré que les policiers qui avaient abattu Ford l'avaient harcelé par le passé, y compris la veille de la fusillade.

### Sharlton Wampler et Antonio Villegas
Le 28 août, le nom des officiers impliqués dans la fusillade a été révélé: Sharlton Wampler et Antonio Villegas, tous deux officiers chargés de l'application des gangs dans la division Newton du LAPD ,,. Wampler était dans la force depuis douze ans, Villegas depuis huit ans  . Wampler est américain d'origine asiatique et Villegas est latino-américain. Les deux hommes travaillaient ensemble dans la division de Newton depuis cinq mois.
Wampler avait précédemment arrêté Ford pour possession de marijuana en 2008 . Il était également l'un des deux officiers accusés dans un procès de 2011 d'agression et de pulvérisation de poivre sur des membres d'une famille du sud de Los Angeles en 2009. Un règlement a été trouvé dans l'affaire en 2012, mais aucun détail n'a été divulgué dans les dossiers judiciaires.

## Événement

### D'après LAPD
Selon le commandant du LAPD, Andy Smith, en août 2014, Wampler et Villegas ont vu Ford marcher sur le trottoir de la 65e rue et ont laissé leur véhicule,,. Wampler a dit qu'il connaissait Ford, mais ne l'a pas reconnu à l'époque. Les deux officiers ont confronté Ford dans le cadre d'une escale d'enquête vers 20 h 20. Ils ont déclaré aux enquêteurs que, bien qu'ils transportaient un Taser dans la voiture de patrouille, ils ne l'ont pas sorti et Villegas a plutôt sorti son arme. Villegas a dit qu'il pensait que Ford avait été armé parce qu'il se trouvait dans une zone de gangs. Villegas a rapidement rangé l'arme à feu et s'est repositionné en tant qu'officier « couverture » pendant que Wampler s'approchait de Ford . Après la libération de l'autopsie de Ford, le chef du LAPD, Charlie Beck, a déclaré que Ford s'était éloigné après que Wampler et Villegas aient quitté leur véhicule pour lui parler . Un communiqué de presse précédent a déclaré que Ford avait regardé les officiers mais avait continué à marcher et « avait fait des mouvements suspects, y compris en essayant de cacher ses mains »,. Selon Beck, Wampler et Villegas ont déclaré aux détectives que Ford avait dissimulé ses mains alors qu'ils tentaient de l'arrêter . Selon le récit de Beck, les agents ont ensuite suivi Ford jusqu'à une allée où il s'est accroupi entre une voiture et des buissons . Wampler et Villegas ont déclaré qu'ils pensaient que Ford essayait d'éliminer les drogues en sa possession, ce qui, selon Wampler, était une preuve suffisante pour l'arrêter. Cependant, aucune drogue n'a été trouvée dans les environs .
Smith a dit alors qu'ils se dirigeaient vers lui que Ford « s'est retourné et a essentiellement attaqué l'officier principal. » Wampler a déclaré aux enquêteurs qu'il s'était approché de Ford par derrière et avait retiré son épaule avec l'intention de le menotter. Les officiers et un porte-parole du LAPD ont déclaré en août 2014 que Ford avait attaqué l'un des officiers, et qu'une lutte s'en était suivie après que Ford eut tenté de retirer l'arme de poing de l'officier de son étui ,. Smith a dit que Ford « a attrapé l'officier autour de la taille, l'a jeté au sol et était étendu sur l'officier » lorsqu'il a été abattu. Dans le récit de Beck, Wampler et Villegas ont déclaré aux détectives que Ford était au-dessus de l'un des officiers et cherchait son arme quand ils ont tous deux ouvert le feu . Wampler a déclaré aux enquêteurs qu'il avait été plaqué par Ford et qu'il avait atterri sur Ford, mais Ford s'est immédiatement renversé et a pris la première position. Villegas a répondu en poussant son genou dans le dos de Ford et en essayant de le menotter. Wampler a dit qu'il sentait alors Ford saisir son pistolet étui. Villegas a déclaré qu'il craignait pour sa vie et celle de son partenaire et a tiré sur Ford dans le bras, puis, à la demande pressante de Wampler, il a tiré une deuxième fois dans le côté de Ford. Wampler a déclaré que Ford a continué à résister, le faisant récupérer son arme de secours et l'a utilisé pour atteindre Ford et lui tirer dans le dos . Smith a déclaré que Ford était au sol lorsqu'il a été abattu, et a déclaré : « Cet événement s'est déroulé extrêmement rapidement. Fondamentalement, le combat était en cours. »[réf. nécessaire]
Après l'attaque, Wampler a menotté Ford. Wampler a déclaré aux enquêteurs qu'une foule est apparue, dont un homme qui semblait en colère mais est parti après que Wampler a pointé son arme sur lui. Treize secondes se sont écoulées depuis le moment où Wampler et Villegas ont quitté leur véhicule pour le premier coup . Le lieutenant du LAPD, Ellis Imaizumi, a déclaré que les policiers avaient subi des éraflures mineures qui n'avaient pas nécessité d'hospitalisation. Un communiqué de presse du LAPD a déclaré qu'aucun des deux n'avait été blessé . Smith a dit que Ford n'était pas armé .

### Autres récits
Deux témoins ont contesté l'affirmation des policiers selon laquelle Ford lui avait caché les mains et a dit qu'il avait levé les mains lorsque les policiers ont quitté leur véhicule. Ils ont également déclaré que Ford n'avait pas attaqué un officier et avait plutôt été plaqué au sol par l'un des officiers. Tritobia Ford a déclaré que son fils gisait sur le sol et se conformait aux ordres des policiers lorsqu'il a été abattu,. D'autres membres de la famille ont soutenu son récit, y compris un homme qui s'est identifié comme le cousin de Ford et a déclaré : 
« Ils l'ont étendu et pour une raison quelconque, ils lui ont tiré dans le dos, sachant mentalement qu'il avait des complications. Chaque officier dans ce domaine, de la division de Newton, sait - que cet enfant a des problèmes mentaux. La force excessive ... il n'y avait aucun but. Les multiples tirs dans le dos pendant qu'il se couche ? Alors, quand la maman vient, ils n'essaient pas de la consoler ... ils sortent les matraques ,,. »
Harrison, qui a dit avoir vu la fusillade d'une fenêtre du deuxième étage, a déclaré que Ford avait mis ses mains en l'air lorsqu'il avait été plaqué au sol et avait tiré trois fois ,. Harrison a déclaré que pendant qu'il était au sol, Ford « luttait comme s'il ne voulait personne sur lui, ne voulait pas que quelqu'un le retienne ». Deux femmes qui se trouvaient dans la maison adjacente à l'allée ont déclaré que Ford n'était pas au-dessus de l'un des officiers et avait plutôt été face cachée avec l'agent au-dessus de lui. Dorene Henderson, une amie de la famille Ford, a dit qu'elle avait entendu quelqu'un crier « Descends, descends ». Elle a dit avoir entendu une pop et des voisins dire aux policiers « Il a des problèmes mentaux »,. Hill a déclaré : « J'étais assis de l'autre côté de la rue quand c'est arrivé... Les flics ont sauté de la voiture et l'ont précipité ici dans ce coin. Ils l'ont eu dans le coin et le battaient, l'ont cassé, pour quelle raison je ne sais pas qu'il n'a rien fait. »[réf. nécessaire] Hill a déclaré avoir entendu un officier dire « Tirez-le », suivi de trois coups de feu, alors que Ford était au sol. Ina Smalls, qui vit en face de Ford, a déclaré qu'elle avait couru dehors après avoir entendu des coups de feu et vu Ford « par terre, abattu, menotté au ventre ». Smalls a déclaré qu'elle ne croyait pas que Ford avait tenté de prendre l'arme du policier. Fred Sayre, l'avocat des parents de Ford, a déclaré qu'aucun des témoins à qui il avait parlé ne pouvait dire avec certitude si Ford avait attrapé l'arme du policier .

### Après l'événement
Ford a été emmené au California Hospital Medical Center, où il a subi une opération chirurgicale, et a été déclaré mort à 22 h 10. Tritobia Ford a déclaré que la police avait refusé de lui indiquer où son fils avait été hospitalisé. La police a initialement offert peu d'informations sur la fusillade et n'a pas communiqué le nom de Ford ni précisé pourquoi ils l'avaient arrêté,. Imaizumi a déclaré que la police avait refusé de divulguer des informations en raison d'un rassemblement sur les lieux[réf. nécessaire].

## Réponse

### Comparaisons avec Michael Brown
Des dirigeants locaux des droits civiques et certains sur les réseaux sociaux ont établi des comparaisons entre Ford et le meurtre de Michael Brown à Ferguson, Missouri, deux jours auparavant,,,,,. Earl Ofari Hutchinson, président de la Los Angeles Urban Policy Roundtable, a publié une déclaration peu de temps après la fusillade commentant des « relations police-communauté tendues ». Hutchinson a également déclaré : « Si en fait Ferguson ne s'était pas produit, si en fait nous n'avions pas vu ce que nous avons vu ces deux derniers jours là-bas... Je ne sais pas qu'il y aurait le même sentiment d'urgence. Je pense que venir sur les talons de cela, cela lui donne un sentiment d'urgence. »

### Enquêtes, autopsie et réponse au LAPD

#### Réponse initiale
Les deux officiers ont été mis en congé payé. Au lendemain de la fusillade et en réponse aux menaces sur les réseaux sociaux, le LAPD a ordonné à tous les officiers de voyager par deux . Hutchinson et d'autres dirigeants des droits civiques ont rencontré des responsables du LAPD le 14 août. Hutchinson a déclaré qu'il était rassuré par la réunion et pensait que le LAPD prenait les préoccupations au sérieux et qu'il accélérerait l'enquête tout en garantissant la transparence. Les militants qui ont assisté à la réunion ont souligné qu'ils ne voulaient pas voir à Los Angeles des émeutes similaires à celles de Ferguson ou de LA en 1992.
Les responsables du LAPD ont nommé Wampler et Villegas le 28 août,,. Le nom de Wampler avait été divulgué la veille par la blogueuse Jasmyne Cannick. Dans un communiqué, le ministère a déclaré qu'« il était nécessaire d'enquêter sur les preuves (...) concernant les menaces potentielles pour la sécurité des agents et de veiller à ce que des mesures soient prises pour atténuer ces menaces »[réf. nécessaire]. Les deux policiers sont restés en congé administratif payé.
En décembre 2014, un porte-parole du département a déclaré que les deux officiers avaient été réaffectés à des fonctions administratives.
En août 2014, Paysinger a déclaré que le LAPD enquêterait sur la fusillade sous la surveillance du conseil des commissaires de police de Los Angeles, de son bureau de l'inspecteur général et du bureau du procureur du district de Los Angeles. Le 18 août, le maire de Los Angeles, Eric Garcetti, a déclaré qu'il veillerait à ce qu'une « enquête complète et équitable » ait lieu.

#### Autopsie
Le 18 août, le LAPD a placé une « retenue de sécurité » sur la publication du rapport d'autopsie de Ford,. Smith a déclaré que la cale était due au risque que les conclusions de l'autopsie affectent les dépositions des témoins, mais Hutchinson a déclaré que cela alimenterait « des soupçons sur la version du LAPD du meurtre de Ford ».
En octobre 2014, le South Central Neighbourhood Council a adopté une résolution appelant le membre du conseil municipal de Los Angeles, Curren Price, à ordonner au LAPD de publier le rapport d'autopsie de Ford. Un porte-parole a déclaré que le LAPD était réticent à divulguer des informations susceptibles d'affecter négativement les enquêtes en cours et que le ministère n'avait guère réussi à trouver des témoins. Le 13 novembre, Garcetti a déclaré que le rapport serait rendu public d'ici la fin de 2014,,,,.
L'autopsie a été publiée le 29 décembre. Il a montré que Ford avait été abattu de trois balles dans le dos, le côté et le bras droit. La blessure par balle dans le dos portait une empreinte de bouche suggérant que le coup de feu avait été tiré de très près. Il a également noté de multiples abrasions sur la main et le bras de Ford. Les experts consultés par le Los Angeles Times ont déclaré qu'aucune des conclusions de l'autopsie n'était inattendue ni contredite les comptes des officiers.

#### Enquête Beck

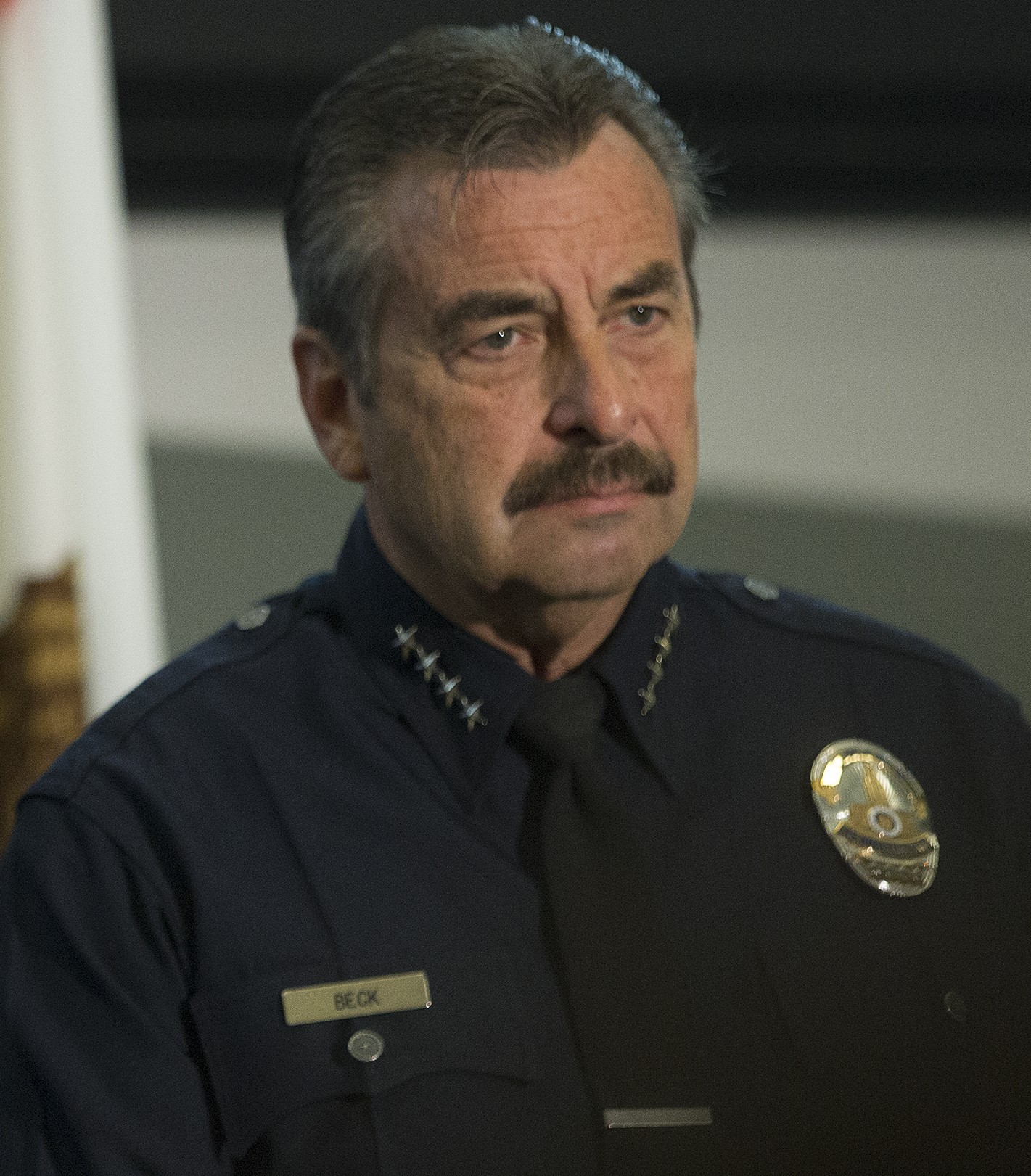
Le chef du LAPD, Charlie Beck, en janvier 2014.

Beck a conclu dans un rapport que Wampler et Villegas avaient été justifiés dans leurs actions. Son enquête a révélé que Wampler avait des motifs raisonnables de soupçonner que Ford était en possession de drogue.

#### Enquête Bustamante
Steve Soboroff, le président du conseil des commissaires de police, a déclaré en août 2014 qu'il avait demandé au bureau de l'inspecteur général de prioriser son enquête sur le cas de Ford. Le 2 septembre, l'inspecteur général Alex Bustamante a publié une déclaration exhortant les témoins à se manifester. Bustamante a déclaré qu'en dépit des récits contradictoires de la fusillade, il n'avait réussi à contacter qu'un seul témoin,. En novembre 2014, Beck, le procureur de district Jackie Lacey et Price ont appelé des témoins à se manifester. Le 4 décembre, Beck a déclaré qu'aucun nouveau témoin n'avait été identifié. Beck et Bustamante ont réitéré en décembre 2014 et janvier 2015 que le ministère avait rencontré des difficultés pour trouver des témoins , et que les témoins dont les noms avaient été fournis par l'avocat de la famille Ford n'avaient pas coopéré .
Le rapport de Bustamante a conclu que les actions de Wampler et de Villegas étaient justifiées mais a conclu que Wampler n'avait pas de motifs raisonnables de soupçonner que Ford était en possession de drogue. Le rapport critiquait la décision de Wampler d'établir un contact physique avec Ford comme une « déviation substantielle de l'entraînement tactique » qui le mettait en danger d'agression. Bustamante a expliqué que, même si Ford regardait Wampler et Villegas tout en prenant ses mains dans ses poches, cela ne suffisait pas à lui seul « pour franchir le seuil des soupçons raisonnables ».

#### Enquête du conseil des commissaires de police de Los Angeles
Le 5 juin 2015, le Los Angeles Times a rapporté que, « selon des sources au courant de l'enquête », le conseil des commissaires de police avait déterminé que Wampler et Villegas étaient justifiés dans la fusillade,,. Soboroff a répondu le même jour que le Conseil avait reçu plusieurs recommandations mais n'avait pas encore pris de décision .
Le 9 juin 2015, la décision du Conseil a déclaré que Villegas était justifié dans la fusillade, mais Wampler a violé les droits civils de Ford en le détenant,. La commission a rejeté la conclusion de Beck selon laquelle Wampler avait adhéré à la politique LAPD. L'enquête a révélé que Villegas n'avait pas de bonnes raisons de tirer son arme au départ et que Wampler n'avait pas de motifs raisonnables de soupçonner que Ford était en possession de drogue. Neuf décisions différentes ont été rendues: Wampler a été trouvé en violation de la politique dans quatre domaines (tactique, tir d'armes, recours à la force non létale, recours à la force meurtrière), tandis que Villegas était conforme à la politique dans trois domaines (tactique, utilisation de non - force létale et utilisation d'une force meurtrière) et une partie d'une autre zone (tir d'arme à la deuxième occasion) mais en violation de la politique dans une autre partie de la même zone (tir d'arme à la première occasion). La décision du Comité d'examiner « la totalité des circonstances, et pas seulement le moment où la force a été employée » a marqué un écart par rapport à son approche antérieure des tirs de la police, qui consistait à évaluer uniquement si les policiers faisaient face à une menace mortelle au moment où ils ont ouvert le feu Plus de 100 personnes ont assisté à la réunion publique du Conseil le 9 juin[réf. nécessaire].
La décision du Conseil n'est pas juridiquement contraignante. Ses résultats seront envoyés [Passage à actualiser] être mis à [Passage à actualiser]  au groupe des affaires internes du LAPD, et après quelques mois, sera transmis à Beck, qui déterminera s'il disciplinera les officiers impliqués. Toute accusation criminelle éventuelle sera déterminée par Lacey ,.
S'exprimant après la décision du Conseil, Beck a minimisé le désaccord entre son rapport et le sien, et a déclaré que le résultat était le résultat d'un système de freins et contrepoids . Beck a également publié un message vidéo dans lequel il a déclaré aux agents du LAPD : « Vous avez mon soutien. Vous avez le soutien du maire. Vous avez le soutien de la grande majorité de la population de Los Angeles. »[réf. nécessaire] Soboroff a mis en doute le fait que Beck n'ait pas également mentionné le Conseil des commissaires de police, qu'il a qualifié de « blessant mais ... faux »[réf. nécessaire]. Beck a dit qu'il n'avait pas l'intention de suggérer que le conseil n'a pas soutenu les officiers.
Craig Lally, le président de la LAPPL, a critiqué la décision et a affirmé que la Commission avait sévèrement traité les officiers pour empêcher les troubles civils . Lally et d'autres responsables de la LAPPL se sont adressés aux commissaires lors de la première réunion publique du Conseil après la décision, où il a critiqué la commissaire Paula Madison pour les commentaires qu'elle avait faits sur KNBC, dans lesquels elle comparait l'évolution des lois sur le recours à la force aux lois changeantes qui toléraient autrefois l'esclavage ou interdisaient aux femmes de vote. Lally a décrit les remarques de Madison comme « dérangeantes et insultantes ». Lally a également décrit Ford comme un « membre de gang connu ».

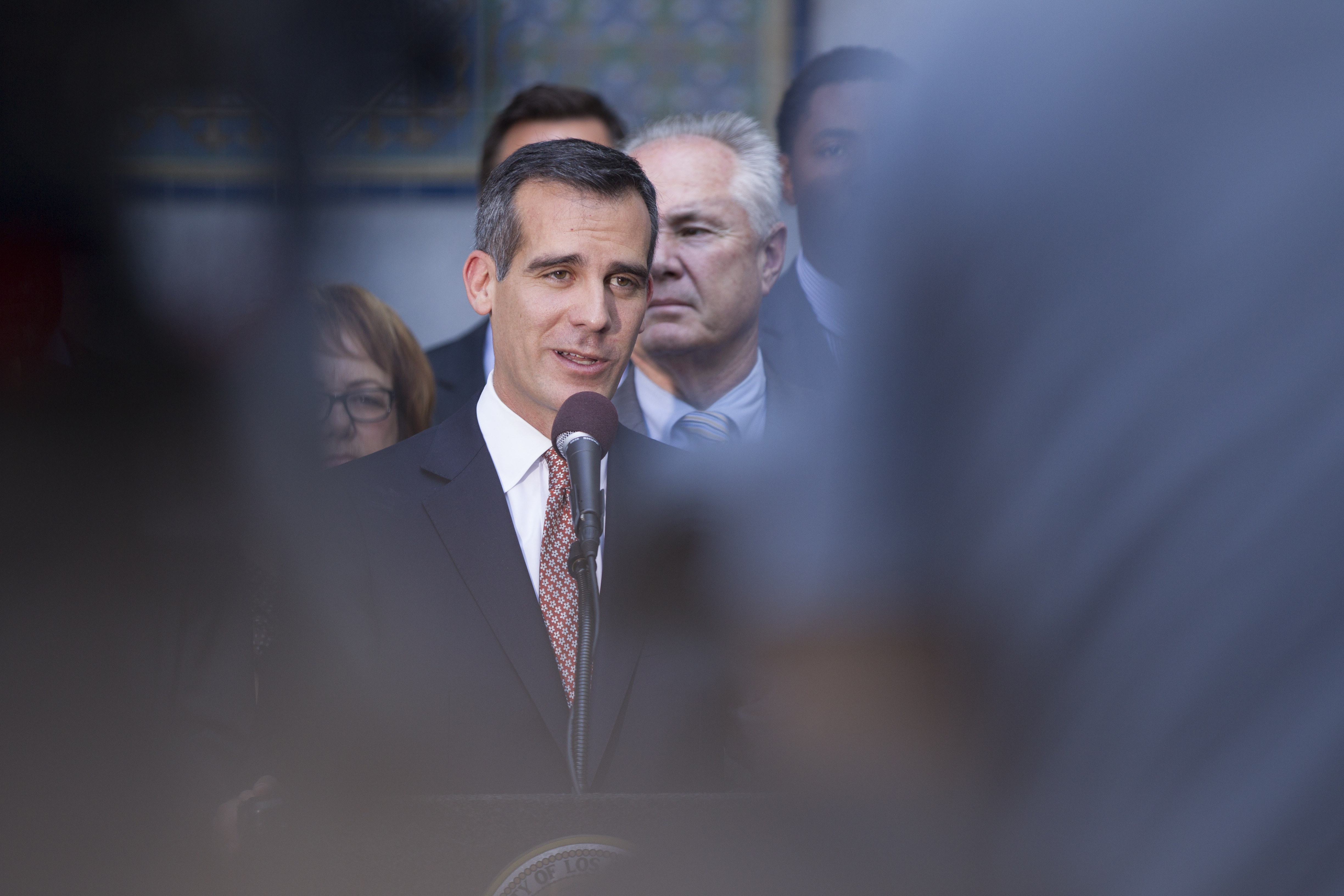
Le maire de Los Angeles, Eric Garcetti, en avril 2014

Garcetti a commenté le rapport du commissaire de la police le 13 juin 2015. Il a déclaré : « Je pense qu'il est si important pour les agents des forces de l'ordre de savoir qu'ils sont soutenus », et a souligné la nécessité « de renforcer les liens entre la communauté et entre les policiers ». Garcetti a également rencontré Tribotia Ford, et a déclaré aux journalistes « C'était une très belle rencontre entre nous deux, je pense »[réf. nécessaire]. Ford a dit qu'elle était reconnaissante au maire mais la réunion était arrivée « 10 mois en retard ».

#### Processus disciplinaire et réponse à long terme
En juin 2015, Beck a critiqué les lois sur la confidentialité, qui, selon lui, l'empêchaient de rendre publiques les mesures disciplinaires à imposer à Wampler et Villegas, et a appelé à « une plus grande latitude pour que le service de police prenne non seulement les décisions connues, mais aussi la raison d'être de la décision. » Il a dit que ces exigences de confidentialité l'ont empêché de discuter des mesures qui seraient prises contre Wampler ou de la forme qu'elles pourraient prendre.
En juillet 2015, des responsables ont déclaré à KPCC que le LAPD allait former tous ses officiers à désamorcer les affrontements avec les suspects et à approcher les personnes atteintes de maladies mentales, en partie en réponse aux fusillades de Ford et Michael Brown,.

### Protestations et réponse de la communauté

#### Août 2014
Le matin du 13 août, un groupe d'hommes s'est réuni à un mémorial de fortune avec des bougies et une pancarte indiquant « la violence policière doit cesser ».

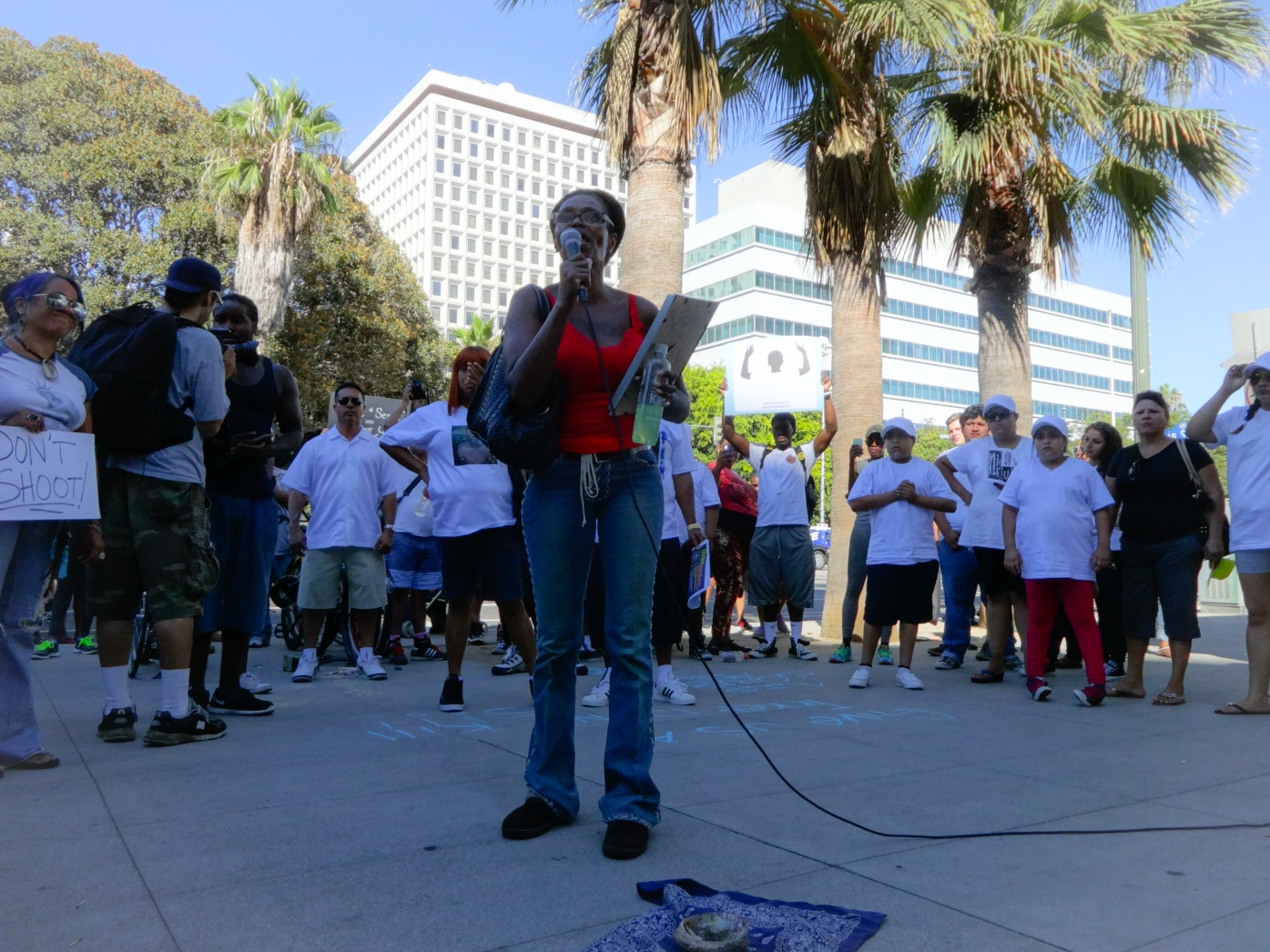
Un manifestant prend la parole lors de la manifestation du 17 août.

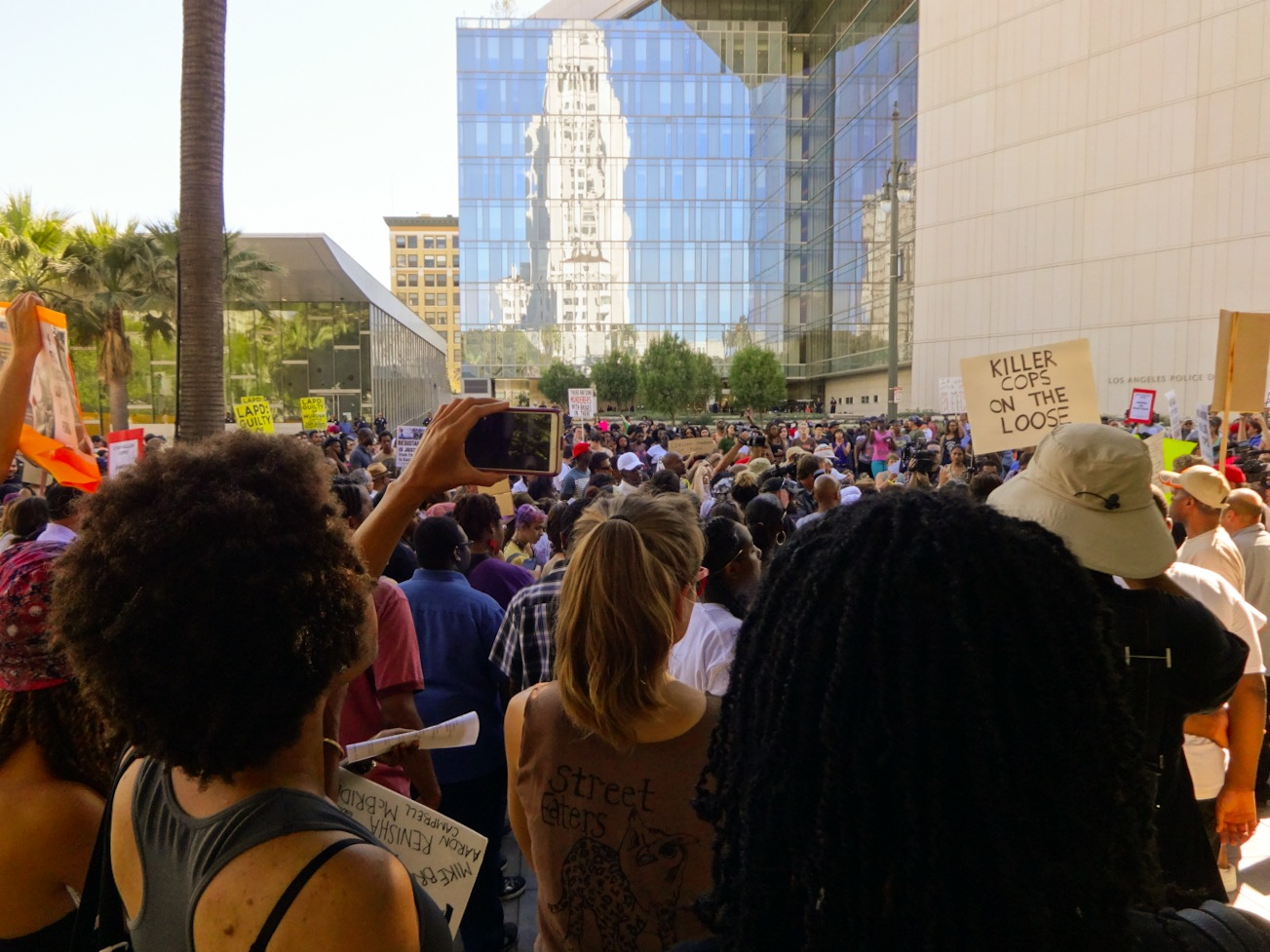
Des manifestants devant le siège du LAPD le 17 août.

Le 14 août, une centaine de manifestants ont participé à un rassemblement et à une marche qui ont marché depuis Leimert Plaza Park le long du boulevard Crenshaw jusqu'à la déclaration de la 77e division du LAPD,. Les manifestants ont marché avec les mains levées  criant « les mains levées, ne tirez pas », et ont scandé le nom de Ford. La manifestation a eu lieu simultanément avec des manifestations dans 90 autres villes américaines dans le cadre d'un moment de silence national pour Michael Brown. Lavell Ford, le frère d'Ezell Ford, a dit : « Ils nous tuent tous, ils nous tuent tous. Les Noirs, les Latinos, tout le monde, ils viennent de nous tuer. Et nous devons prendre position. Cela arrive tous les jours dans ce quartier, tous les jours. Cela aurait pu être moi qui étalais là-bas. ». Après la manifestation, de nombreux manifestants se sont rendus sur les lieux de la fusillade. Une autre manifestation a eu lieu le lendemain et a réuni environ 36 personnes.
Le 15 août, Paysinger a comparé favorablement la réaction de la communauté de Los Angeles à la mort de Ford à la réaction à la mort de Brown au Missouri, et a attribué l'absence de violence à « la confiance du public dans le service de police pour mener une enquête immédiate, approfondie, une enquête approfondie ». Paysinger a ajouté que le LAPD fait « un bien meilleur travail pour atteindre la communauté » qu'il ne l'avait fait auparavant. Soboroff a décrit la comparaison comme « des pommes aux oranges », en raison de l'accent mis par le LAPD sur la police de proximité. Price a déclaré : « Los Angeles n'est pas Ferguson. Beaucoup de travail a été fait pour changer la culture de notre service de police. Nos progrès sont attestés ce soir par la présence de notre chef de police et de son état-major. ».
Le 15 août, une vidéo intitulée Fuck the Police a été mise en ligne accompagnant une chanson de Ceebo the Rapper. Les paroles de la chanson disent « Quand ils ont tué Ez '[Ford], ils auraient dû me tuer » et décrivent la police comme l'ennemi et le « KKK dans la chair ». Le 21 août, la Ligue de protection de la police de Los Angeles (LAPPL) a appelé les agents à une alerte accrue en réponse à la vidéo,. Ceebo le rappeur, un cousin de Ford, a déclaré : « Il n'y a jamais eu l'intention [dans la chanson] de menacer la police ou rien. Mais je suppose que c'est comme ça qu'ils veulent le prendre ».
Une autre manifestation a eu lieu le 17 août,, en réponse à la mort de Ford ainsi qu'à celle de Brown. Plusieurs centaines de manifestants ont marché jusqu'au siège du LAPD, où plusieurs discours ont été prononcés, puis à la gare Union, La Placita, en passant par Little Tokyo et Chinatown jusqu'à l'hôtel de ville. Les manifestants portaient des pancartes portant les noms de Ford et Brown ; autres portaient des masques Guy Fawkes. Les manifestants ont de nouveau scandé « Levez la main, ne tirez pas », et ont demandé que des accusations soient portées contre les officiers impliqués dans la mort de Ford, et que les noms des officiers soient divulgués. Les orateurs ont également demandé une surveillance civile accrue de la police et des caméras corporelles obligatoires. Les interactions entre la police et les manifestants ont été minimes et aucune violence n'a été signalée.
Le 19 août, Beck a répondu aux questions devant un auditoire d'environ 300 membres de la communauté à Paradise Baptist Church dans le sud de Los Angeles,,,,,, y compris des membres de la famille de Ford. Beck a dit au public qu'il restait « plus de questions que de réponses » dans l'enquête Ford, et a dit « Nous nous demandons les mêmes choses : était-ce nécessaire ? Était-ce justifié ? Aurait-il pu y avoir une autre façon ? Je veux exactement ce que tu veux ... et c'est la vérité. » Beck a refusé de nommer les officiers ou de partager des informations sur les raisons pour lesquelles ils avaient arrêté Ford, expliquant « Je ne vais pas vous donner une demi-histoire... Nous devons découvrir tous les faits » ; et a promis que les noms seraient divulgués lorsque le ministère pensait qu'ils n'étaient plus en danger de représailles. Soboroff, Bustamante, le procureur adjoint James Garrison et Price étaient également présents. Une autre manifestation a également eu lieu le même jour. Après avoir assisté à la réunion, Paysinger a déclaré : « Vous pensez que vous êtes au bon endroit, mais vous vous retrouvez à cette réunion... Il était clair pour moi que nous devons nous occuper. » Paysinger a également fait remarquer que deux décennies auparavant, une telle réunion n'aurait pas eu lieu et a déclaré qu'il « trouvait une grande satisfaction, au moins d'une certaine manière, que les gens soient venus. Ils avaient la capacité d'exprimer leur mécontentement à l'égard du LAPD parce que je pense que quelque part au fond, ils croient que quelque chose va se produire. » Une centaine de personnes ont participé à une autre manifestation le 21 août,.
Les funérailles de Ford ont eu lieu le 30 août à la première église épiscopale méthodiste africaine de Los Angeles. Le superviseur du comté, Mark Ridley-Thomas, Price, le représentant américain Maxine Waters et l'ancienne représentante américaine Diane Watson ont pris la parole lors du service,. Des orateurs[Lesquels ?] ont lié la mort de Ford à d'autres rencontres entre des officiers et des hommes afro-américains non armés, y compris la fusillade de Michael Brown.
Le 29 décembre 2014, après la libération de l'autopsie de Ford, les manifestants se sont rassemblés devant le siège de LAPD et au parc Leimert,. Ce soir-là, les manifestants ont brièvement bloqué la circulation sur l'autoroute 110.
En décembre 2014, un groupe de militants, dont Hutchinson, a annoncé le plan de réduction des conflits avec la police d'Ezell Ford, appelant à des caméras corporelles obligatoires, à un examen des politiques sur les forces meurtrières, à un recyclage sur les problèmes de santé mentale, à un groupe de travail sur la médiation des conflits et à la référence de tous les agents impliqués. fusillades aux procureurs,. Une autre manifestation a eu lieu le 3 janvier 2015, organisée par la Coalition pour le contrôle communautaire de la police, avec environ 50 participants.
Fin décembre 2014 et début janvier 2015, des manifestants ont campé devant le siège du LAPD. Le 5 janvier, ils ont été contraints de partir, avec deux arrestations effectuées après que les participants aient tenté de passer des barricades pour livrer leurs demandes à Beck,,. Le lendemain, des manifestants ont assisté à la réunion hebdomadaire du conseil des commissaires de Los Angeles, exigeant une plus grande transparence et un contrôle civil sur le LAPD,. Plus tard en janvier, les manifestants ont continué de se rassembler quotidiennement devant le siège du LAPD  exigeant que Wampler et Villegas soient licenciés et que Lacey porte plainte contre les policiers. Un militant interrogé par ColorLines a déclaré que les officiers du LAPD avaient utilisé des tactiques d'intimidation contre le campement. Le 9 janvier, les dirigeants ont rencontré Beck, qui n'a pas accepté la demande de licenciement des officiers mais a accepté de traiter les manifestants avec plus de respect. Après la réunion, la police a retiré la barricade métallique utilisée pour éloigner les manifestants du bâtiment.
Avant l'annonce par le Conseil des commissaires de ses conclusions en juin 2015, un camp de protestation a été établi devant le domicile de Garcetti. Plus tard en juin, un petit groupe de manifestants s'est réuni en réponse à des informations selon lesquelles Beck et Bustamante trouveraient que Wampler et Villegas étaient justifiés de tirer sur Ford. Après que les militants de la communauté au pouvoir ont appelé Lacey à porter plainte contre Wampler. Tritobia Ford a applaudi le résultat et s'est associée pour demander à Lacey de porter plainte. Elle a également déclaré qu'elle était « un peu surprise » par cette décision. En juillet 2015, Garcetti a annoncé qu'il rencontrerait des militants de Black Lives Matter qui ont appelé au licenciement de Beck, Wampler et Villegas.
La famille de Ford a organisé un service commémoratif pour Ford au cimetière d'Inglewood Park le 8 août 2015. Les manifestants ont perturbé une réunion du conseil des commissaires de police le 11 août, premier anniversaire de la mort de Ford. Les manifestants ont crié à une femme qui a parlé en faveur des policiers et ont tenu des photos de Ford. Un lieutenant du LAPD a déclaré une assemblée illégale et les manifestants ont exigé par écrit que Beck, Wampler et Villegas se présentent devant un tribunal populaire. Aucune arrestation n'a été effectuée et la manifestation s'est poursuivie devant le siège du LAPD.

### Poursuite judiciaire
En septembre 2014, les membres de la famille de Ford ont déposé une plainte fédérale pour mort injustifiée contre le LAPD. Ils ont volontairement rejeté cette action en juin 2016 .
En mars 2015, les parents de Ford ont déposé un deuxième procès pour mort injustifiée devant un tribunal d'État, alléguant que Wampler et Villegas avaient intentionnellement ou par négligence abattu Ford et que Wampler et Villegas avaient violé les droits constitutionnels de Ford. La poursuite alléguait également que le LAPD avait une pratique de longue date de violer les droits civils et que Wampler et Villegas étaient motivés par la race de Ford et leurs « préjugés, dédain et mépris pour les Afro-Américains ou les personnes de couleur de peau noire »,. La ville de Los Angeles a réglé ce procès en octobre 2016 pour 1,5 million de dollars.
En janvier 2017, les procureurs du comté de Los Angeles ont déclaré que Wampler et Villegas ne seraient pas poursuivis au pénal pour cette fusillade.